# Urs Meier (calciatore)
Urs Meier (Zurigo, 7 luglio 1961) è un allenatore di calcio ed ex calciatore svizzero, di ruolo difensore.

## Palmarès

### Giocatore

#### Club

##### Competizioni nazionali
- Campionato svizzero: 6

Grasshoppers: 1981-1982, 1982-1983, 1983-1984, 1989-1990, 1990-1991, 1994-1995
- Coppa Svizzera: 3

Grasshoppers: 1982-1983, 1989-1990, 1993-1994

### Allenatore

#### Club

##### Competizioni nazionali
- Coppa Svizzera: 1

Zurigo: 2013-2014